# Тетро
«Те́тро» (англ. Tetro) — фильм-драма режиссёра Фрэнсиса Форда Копполы, снятая им по собственному оригинальному сценарию.  Фильм вышел в ограниченный прокат в США 11 июня 2009 года.

## Сюжет
История взаимоотношений музыкально-артистической семьи. Старший из сыновей Тетрочини сбегает из семьи от властного отца, чтобы стать писателем. Спустя десять лет к нему в Буэнос-Айрес приезжает младший, наивный брат Бенни. Анжело, стал писателем, он носит псевдоним Тетро, но не собирается публиковать свою автобиографическую пьесу, о которой все знают, но никто её не видел. Младший брат находит и тайком читает ещё незаконченную рукопись.

## В ролях
- Винсент Галло — Тетро
- Марибель Верду — Миранда
- Олден Эйренрайк — Бенни
- Клаус Мария Брандауэр — Карло
- Кармен Маура — Одиночка
- Родриго де ла Серна — Хосе
- Летисия Бредиче — Хосефина
- Майк Амигорена — Абелардо

## Создание
Фильм повествует о судьбе итальянских артистов-иммигрантов и их взаимоотношениях. 
Съёмки фильма проходили в 2008 году в Буэнос-Айресе (Аргентина), Патагонии (Аргентина) и Испании.
В главной роли — Винсент Галло. Также в фильме снимаются Марибель Верду, Клаус Мария Брандауэр и дебютант Олден Эйренрайк.
При написании сценария планировалось, что Одиночка будет не женщиной, а мужчиной, и сыграет его Хавьер Бардем.
26 сентября 2007 года вооружённые бандиты напали на офис Копполы в Буэнос-Айресе (Аргентина) и похитили офисное оборудование, включая компьютер, на котором находился сценарий «Тетро». Самого́ Копполы в это время не было в стране.